# John Thomas Wilson

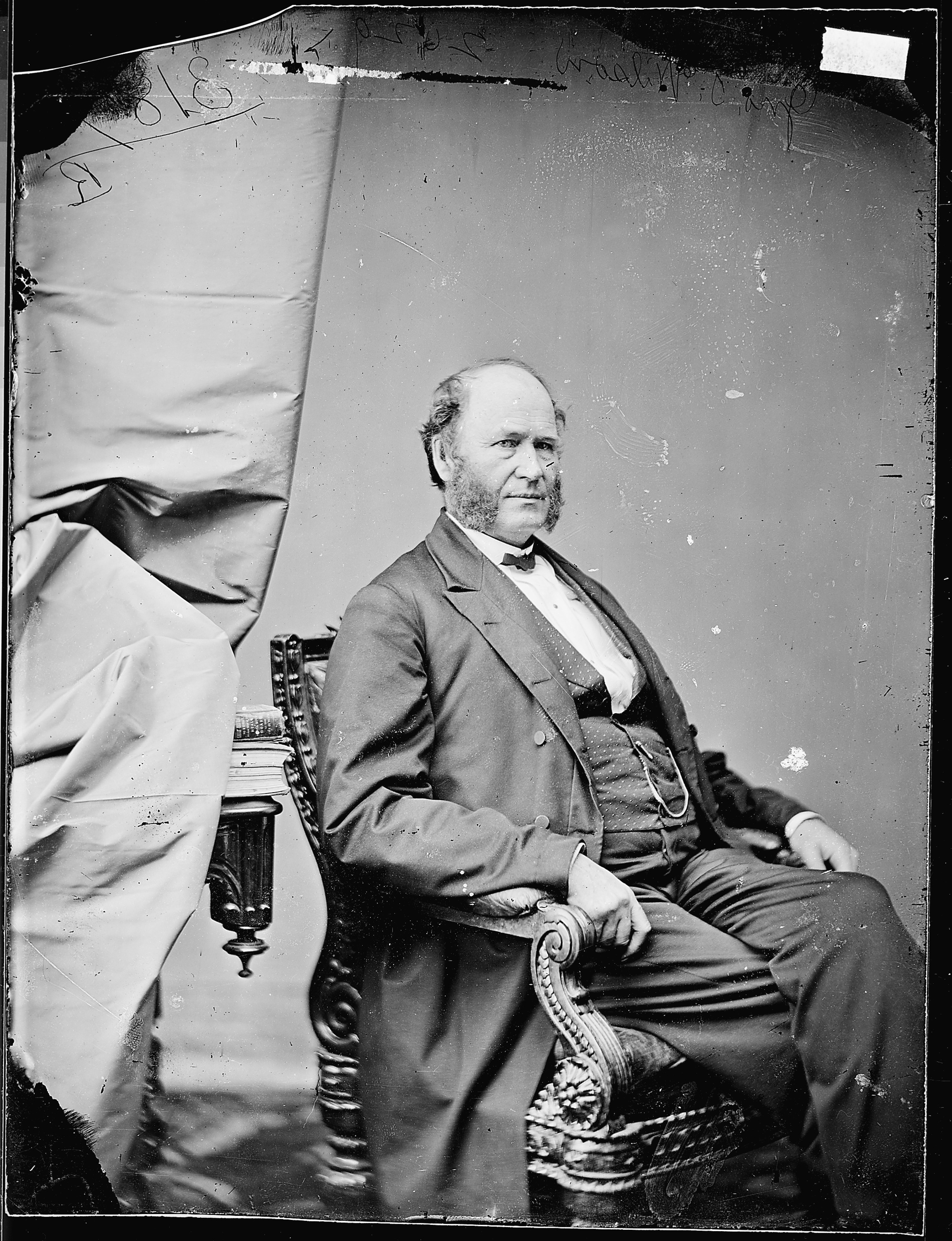
John Thomas Wilson

John Thomas Wilson (* 16. April 1811 in Bell, Highland County, Ohio; † 6. Oktober 1891 im Adams County, Ohio) war ein US-amerikanischer Politiker. Zwischen 1867 und 1873 vertrat er den Bundesstaat Ohio im US-Repräsentantenhaus.

## Werdegang
John Wilson erhielt nur eine eingeschränkte Schulausbildung und arbeitete danach im Handel sowie in der Landwirtschaft. Zwischen November 1861 und November 1862 war er während des Bürgerkrieges Oberleutnant und dann Hauptmann einer Infanterieeinheit aus Ohio, die zum Heer der Union gehörte. Politisch schloss er sich der Republikanischen Partei an. Zwischen 1863 und 1866 saß er im Senat von Ohio.
Bei den Kongresswahlen des Jahres 1866 wurde Wilson im elften Wahlbezirk von Ohio in das US-Repräsentantenhaus in Washington, D.C. gewählt, wo er am 4. März 1867 die Nachfolge von Hezekiah S. Bundy antrat. Nach zwei Wiederwahlen konnte er bis zum 3. März 1873 drei Legislaturperioden im Kongress absolvieren. Ab 1869 war er Vorsitzender des Landwirtschaftsausschusses. Bis 1869 war die Arbeit des Kongresses von den Spannungen zwischen den Republikanern und Präsident Andrew Johnson geprägt, die in einem nur knapp gescheiterten Amtsenthebungsverfahren gipfelten.
Im Jahr 1872 wurde John Wilson nicht wiedergewählt. Nach dem Ende seiner Zeit im US-Repräsentantenhaus war er mit der Abwicklung von Krediten und Hypotheken beschäftigt. Er starb am 6. Oktober 1891 in dem Weiler Tranquility nahe der heutigen Ortschaft Seaman, wo er auch beigesetzt wurde.